# اکتن، شروپ‌شر
اکتن (به انگلیسی: Acton) یک روستا در بریتانیا است که در شروپ‌شر واقع شده‌است.